# Gwernvale
Koordinaten: 51° 52′ 0″ N, 3° 8′ 50,2″ W

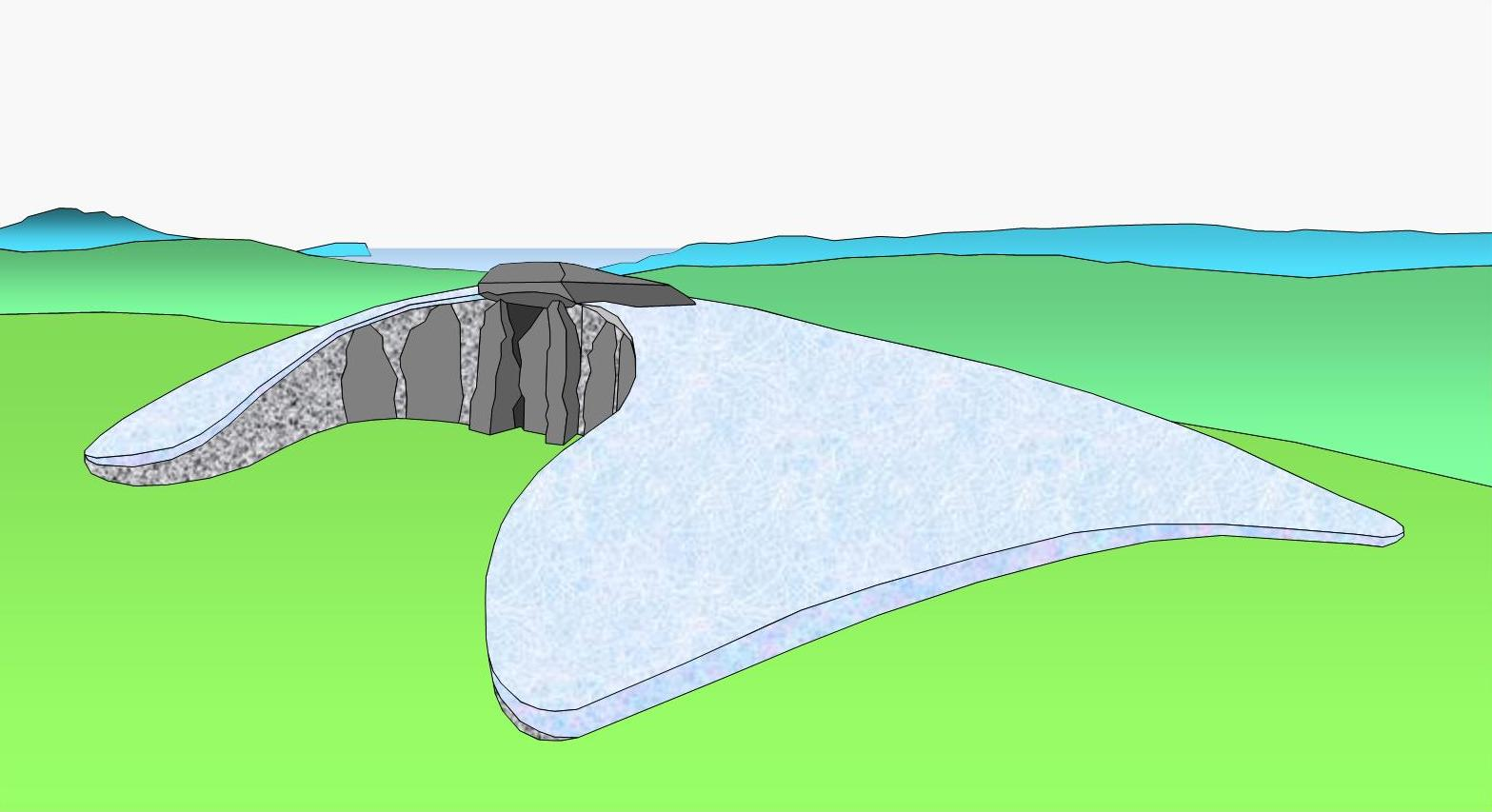
Schema Cotswold Severn Tomb

Gwernvale (oder Crickhowell) war ein etwa 45 m langer, (englisch Chambered long cairn) Cairn des Typs Cotswold Severn Tomb. Die Reste der jungsteinzeitlichen Anlage, die durch Holzpfostenreste auf etwa 3750 v. Chr. datiert werden konnte, wurden im Zuge des Baus der A40 untersucht und abgetragen bzw. versetzt. 
Er lag zuvor nordwestlich von Crickhowell in Powys in Wales. Die Anlage gehört (wie Ty Isaf) zu den 10 Anlagen die zum Breconshire type zusammengefasst werden, da sie Merkmale aufweisen, die sie von den Anlagen des Black Mountains Typs (Ty Illtud) unterscheiden.
Erhalten sind noch acht Platten, die die Reste der polygonalen Südkammer darstellen. Die Umrisse des über dem River Usk gelegenen Cairns, der teilweise unter der Straße liegt, sind durch Betonpfosten markiert. Im und vor dem Gang der vorderen Kammer wurde das gesamte „Blocking material“ vorgefunden, mit dem der Zugang verschlossen war. 
Gwernvale wurde an einem Platz errichtet, der bereits im Mesolithikum genutzt wurde. Davon zeugen Mikrolithen und die Überreste von Nussschalen. Der Steinhügel hatte einen „gehörnten“ Vorhof und eine Scheintür an der Ostseite. Diese nicht untypische Formgebung ist u. a. bei den Anlagen Belas Knap, Capel Garmon, Pipton, Stoney Littleton und Ty Isaf zu erkennen. Die drei Kammern hatten ihre Zugänge an den Längsseiten. Zwei auf der Südseite, eine auf der Nordseite. Im Westen des Hügels fanden sich Überreste eine Struktur, die eine Steinkiste gewesen sein könnte. Als Besonderheit fanden sich die Spuren von sechs paarweise angeordneten Holzpfosten, die unmittelbar vor der Scheintür eine etwa 3,5 m lange Konstruktion bildeten und seitlich versetzt unter dem späteren Cairn die einer zweiten Holzstruktur. In diesen Bereichen wurden die meisten der meso- und neolithischen Funde gemacht, darunter Mahlsteinfragmente und Keramikscherben. 
Eine Rekonstruktion der Anlage von Gwernvale, die im Brecon-Beacons-Nationalpark lag, findet sich im dortigen Museum.
Der Growing Stone (auch Cwrt-y-Gollen genannt) ist ein in der Nähe stehender vier Meter hoher Menhir.